# Louis-Xavier de Ricard
Pour les articles homonymes, voir Ricard (homonymie).
Louis-Xavier de Ricard, né le 25 janvier 1843 à Fontenay-sous-Bois (Val-de-Marne) et mort le 2 juillet 1911 à Marseille, est un poète Félibrige, écrivain, journaliste et homme politique socialiste français. 
Sous le Second Empire, il est l'éditeur de La Revue du progrès,, dans laquelle est publié le premier poème de Paul Verlaine en 1863, codirecteur de publication, avec Catulle Mendès, du premier recueil de poésie Le Parnasse contemporain, en 1866 puis membre de la Commune de Paris. Après l'insurrection, il s'engage en politique aux côtés des socialistes possibilistes et continue une intense activité journalistique et poétique.

## Biographie

### Famille
Son père est le général et marquis, Joseph-Barthélemy de Ricard, qui a successivement servi Napoléon 1er, puis les Bourbons et, pour finir, premier aide de camp du roi Jérôme en 1852.

### Sous le Second Empire
Il naît à Fontenay-sous-Bois le 25 janvier 1843. En 1862 son premier recueil de poésie, Les Chants de l'aube est publié chez Poulet-Malassis. En mars 1863, grâce à l'héritage d'une tante, il fonde La Revue du progrès (BNF 32859297). Parmi les collaborateurs, on remarque Charles Longuet et le jeune Verlaine. La revue dure un an ; son athéisme affiché lui vaut, de la part de Félix Dupanloup, un procès pour outrage à la morale publique et aux bonnes mœurs. Bien que défendu par un jeune avocat plein de talent, Léon Gambetta, il est condamné à huit mois de prison, bientôt réduits à trois, à Sainte Pélagie, et à une amende de 1 200 F. À la suite de sa condamnation, ses amis lui manifestent un actif soutien, et ce petit groupe fut à l'origine du salon politico-littéraire qui se réunira chaque vendredi chez la mère du poète, au 10 boulevard des Batignolles. La marquise de Ricard est très fière de recevoir cette jeunesse républicaine et anticléricale, un peu bruyante. Plusieurs futurs grands poètes et écrivains en font partie : Anatole France, Sully Prudhomme, Villiers de l'Isle-Adam, Verlaine, François Coppée ; mais aussi les blanquistes Gustave Tridon, Gustave Flourens et Raoul Rigault, futur procureur de la Commune de Paris en 1871. 
En mars 1866, Ricard et Catulle Mendès sont désignés par l'éditeur Alphonse Lemerre comme directeurs de publication du recueil de poésie Le Parnasse contemporain (dont le nom est à l'origine du mouvement parnassien). Les contributeurs principaux du recueil sont notamment : Théophile Gautier, Théodore de Banville, José-Maria de Heredia, Leconte de Lisle, Stéphane Mallarmé, Villiers de l'Isle-Adam, Anatole France, François Coppée, Sully Prudhomme. En 1867 Paul Verlaine, qui a beaucoup de sympathie pour Ricard, « l'excellent poète languedocien », lui dédie son poème Les Vaincus, écrit à la mémoire des vaincus de 1848. En 1868 à la mort du général de Ricard, le salon de la marquise de Ricard disparaît, et le groupe des Parnassiens se réunit chez Nina de Callias, femme de lettres. Ricard, poursuivant son activité de journaliste, fonde en 1870 Le Patriote français, dont les trois premiers numéros lui attirent les foudres de la justice impériale, et, pour se soustraire à ses atteintes, il se réfugie quelque temps en Suisse. 

### La guerre de 1870 et la Commune
Après le 4 septembre 1870, il revient à Paris. Pendant le premier siège, il est incorporé au 69e bataillon de la Garde Nationale, commandé par Auguste Blanqui, puis il s'engage dans le 14e bataillon des Mobiles de la Seine. Il se range parmi les partisans enthousiastes de la Commune. Il est nommé sous-délégué du Jardin des Plantes. Il collabore au Journal officiel de la Commune. Le 7 avril 1871 paraît son article Une Révolution populaire, signé de son nom dans la rubrique "Variétés", vibrant hommage à l'avènement de la classe ouvrière. Très compromis par ses relations avec des personnalités de la Révolution du 18 mars, après la défaite, il se réfugie de nouveau en Suisse. 

### Après la guerre
N'ayant pas fait l'objet d'une inculpation précise, il revient en France et collabore à un hebdomadaire littéraire, La Renaissance. L'année suivante, Paul Verlaine complète son poème Les Vaincus (voir 1867) par de nouvelles strophes consacrées aux communards.
Xavier de Ricard épouse à Autouillet le 16 août 1873 une amie d'enfance, Lydie Wilson, d'origine écossaise et flamande mais née à Paris en 1850, qui écrira des poèmes en français, publiés après sa mort dans Les Muses Françaises d'Alphonse Séché, et en occitan de son vivant dans la Lauseta, La Revue des langues romanes et l'Almanach de Lengadoc d'Arnavielle. Le couple s'installe quelques mois après dans la région Montpelliéraine ; d'abord au Mas du Diable à Castelnau-le-Lez, puis au Mas de la Lauseta – l'alouette –, au plan des Quatre Seigneurs à Montpellier. Xavier de Ricard développe ses connaissances dans l'histoire des Albigeois au travers des écrits du Pasteur Napoléon Peyrat. Il écrit dans de nombreux journaux républicains à Montpellier et après une première rencontre avec le Félibrige, il fonde avec Lydie et le poète audois Auguste Fourès le Félibrige Républicain qui publiera l'almanach de la Lauseta (1877, 1878, 1879 et 1885) (BNF 32805347) et sera appelé plus tard « félibrige rouge » (lo felibritge roge). En 1878, il publie la revue L'Alliance latine dont ne paraîtront que deux numéros, création qui correspond à celle des sociétés l'Alouette qui ont pour but de rassembler les peuples latins. Opposé dès le départ à l'orientation réactionnaire donnée par Mistral et surtout Roumanille au mouvement, il revendique son appartenance au Félibrige à partir des statuts de 1876 qui le définissent comme la défense et le développement de la langue du Midi qu'il nomme « parlers occitaniens. ». Il fonde en 1879, avec Antide Boyer et Ernest Ferroul (alors étudiant en médecine, et qui sera en 1907, le maire de Narbonne lors de la crise viticole), le bihebdomadaire La Commune libre dont ne paraîtront que six numéros. L'année suivante il perd son épouse Lydie. Elle laisse des poèmes en français et en languedocien. 
En 1881, alors socialiste de la tendance du montpelliérain Paul Brousse, il se présente aux élections municipales en janvier. En 1882, il fonde L'Autonomie communale et, après le grand chagrin que lui cause le décès de son épouse, il s'expatrie en Amérique du Sud, où il devient rédacteur en chef de L'Union française de Buenos Aires. Il dirige ensuite plusieurs journaux : Le Rio Paraguay au Paraguay, le Sud américain à Rio-de-Janeiro. Sans avoir fait fortune, il revient à Montpellier en 1885 ou 1886. Il se remarie le 9 avril 1887 à Castelnau-le-Lez à Marie Louise Kirchner née à Vertus en 1860 (morte en 1931). Le couple aura deux enfants Henri-Louis, marquis de Ricard (1881-1945) et  Xavier-Marcel-Aimable de Ricard (1896-1917, tué à Saint-Quentin). Il collabore au Petit Méridional et fonde le journal socialiste Le Languedoc. 
En 1888, il dirige l'édition de La Dépêche du Midi pour l'Hérault. Il devient majoral du Félibrige. Il passe un an (1890) à Java, puis reprend la direction de La Dépêche du Midi jusqu'en 1897. Dans Le Parti socialiste (no 6 du 2 août) 1891, il fait une interview d'Édouard Vaillant. Il réunit les poésies de sa femme Lydie Wilson dans un recueil Au bord du Lez (Lemerre, 1891), avec des traductions de troubadours (Guilhem Figuera et Marcabru) qu'elle avait réalisées pour La Lauseto. Le livre a été réédité en 1995 à Nîmes chez Christian Lacour. En 1896, son fils Marcel naît à Montpellier ; en 1897 Ricard se fixe à Paris, où il poursuit sa carrière de journaliste, collaborant au Gil Blas et au Figaro. Il rédige les Petits mémoires d'un Parnassien, publiés dans Le Petit Temps. Il collabore aux Droits de l'homme en 1898. Il obtient une place de conservateur au château d'Azay-le-Rideau en 1906, mais rapidement des complications administratives et sa santé l'obligent à regagner le Midi.
Il meurt le 2 juillet 1911 à Marseille, à l'hôpital de la Conception, où l'avaient fait admettre ses amis alors qu'il se rendait, en compagnie de son fils, à Montpellier où il désirait être enterré aux côtés de sa première femme. Il est inhumé dans la cité phocéenne dans le carré des indigents. Le Félibrige et la municipalité feront édifier en hommage en 1931 un cénotaphe, au cimetière Saint-Lazare de Montpellier. L'architecte en est Marcel Bernard, architecte de la ville de Montpellier et les sculptures sont de Louis Jacques Guigues (1873-?). Depuis 1995, les restes de Lydie et Jeanne Wilson, "l'Albeto" d'Auguste Fourès ont été transférés à proximité.

## Quelques œuvres
- Louis-Xavier de Ricard, Histoire populaire de Languedoc, Le Puy en Velay (BNF 34102082)
- Histoire mondaine du Second Empire : en attendant l'Impératrice, 1852-1853 ; Paris : Librairie Universelle, 1904. (OCLC 10515481)
- Madame de la Valette, Paris, Société d'éditions littéraires et artistiques, 1901. (OCLC 10610896)
- Louis-Xavier de Ricard (ill. L. Verleye), Les Sept péchés capitaux. La colère, Paris, E. Bernard, 1901, 136 p. (OCLC 12095932, BNF 31208760, lire en ligne)

- Officier de fortune ! : aventures de Marie-Armand de Guerry de Maubreuil, Paris, Montgredien, 1899. (OCLC 77622550)
- L'Esprit politique de la Réforme., Paris, Fischbacher, 1893. (OCLC 47194338)
- Louis-Xavier de Ricard, Un poète national : Auguste Fourès, Paris, Sandoz & Fischbacher, 1888, 27 p. (OCLC 66947569, BNF 31208761)
- Louis-Xavier de Ricard, Le Fédéralisme, Paris, Sandoz & Fischbacher, 1877, XXX-302 p. (OCLC 11707407, BNF 31208754)
- Ciel, rue et foyer, , Paris, Lemerre, 1866. (OCLC 44540708)
- Louis-Xavier de Ricard, La Résurrection de la Pologne, Paris, Marpon, 1863, 16 p. (OCLC 47114061, BNF 39323777)
- Petits mémoires d'un Parnassien, coll. Avant-siècle, Paris, Lettres modernes - Minard, 1967. Ce livre contient également Les Parnassiens, d'Adolphe Racot. Introductions et commentaires de Michael Pakenham (OCLC 1409870)

## Sources
- biographie par Marcel Cerf

## Critiques
D'après Emmanuel des Essarts, Les Chants de l'Aube et Ciel, rue et foyer « pénétrés d'idées humanitaires, expriment, dans une langue mâle et hardie, souvent pleine d'ampleur, les tendances et les aspirations les plus généreuses de notre siècle. Ce poète se rattache à la fois à Leconte de Lisle et à Lamartine pour la solennité du rythme et l'harmonie continue de la phrase. Il s'est distingué par des élans fréquents d'indignation et de passion virile. »